# Погосян, Геворк Арамович
Геворк Арамович Погосян (арм. Գևորգ Արամի Պողոսյան; род. 16 ноября 1950, Ереван) — советский и армянский учёный в области философии и социологии, кандидат философских наук (1983), доктор социологических наук (2003), профессор (2007), действительный член Академии наук Армении (2014; член-корреспондент с 2006). Директор Института философии, социологии и права НАН РА (1996—2019).

## Биография
Родился 16 ноября 1950 года в Ереване, Армянской ССР.
С 1969 по 1974 год обучался на физическом факультете Ереванского государственного университета. 
С 1975 по 1977 год на научной работе в Государственной библиотеке имени А. Ф. Мясникяна в качестве библиотекаря. С 1977 года на научно-исследовательской работе в Институте философии, социологии и права АН Армянской ССР — НАН Армении в качестве младшего научного сотрудника, с 1985 по 1990 год — учёный секретарь, с 1990 года — начальник отдела социологии и с 1990 по 1991 год — заместитель директора этого института по науке.
С 1991 по 1995 год — директор Центра социологических исследований АН Армении. Одновременно с 1994 по 1995 год — советник премьер-министра Армении Г. А. Багратяна. С 1996 года — член Совета по науке и передовым технологиям при Президенте Армении и одновременно с 1997 года — член экспертной комиссии Министерства науки и высшего образования Армении.
С 1996 по 2019 год — директор Института философии, социологии и права НАН РА и одновременно с 2011 года — член Президиума АН Армении.

### Научно-педагогическая деятельность и вклад в науку
Основная научно-педагогическая деятельность Г. А. Погосяна была связана с вопросами в области методологических проблем общей социологии и философии, занимался исследованиями в области достоверности социологической информации, политической социологии, социологии миграции и социологии катастроф. Г. А. Погосян являлся — президентом Армянской социологической ассоциации (с 1990), членом — Международной социологической ассоциации (с 1993), Европейской социологической ассоциации (с 2000), Международной академии философии (с 2003) и ESOMAR (с 2006). С 1998 года был избран академиком Международная академия наук педагогического образования (1998).
В 1983 году защитил кандидатскую диссертацию на соискание учёной степени кандидат философских наук по теме: «Роль интервьюера в прикладном социологическом исследовании», в 2003 году защитил докторскую диссертацию на соискание учёной степени доктор социологических наук. В 2007 году ему присвоено учёное звание профессор. В 2006 году он был избран член-корреспондентом, а в 2014 году — действительным членом Академии наук Армении.  Г. А. Погосяном было написано более восьмидесяти научных работ в том числе двенадцати монографий.

## Награды
- Медаль Мовсеса Хоренаци (2011)[1]